# Ameractis satis
Ameractis satis är en mångfotingart som beskrevs av Ottis Robert Causey 1959. Ameractis satis ingår i släktet Ameractis och familjen tråddubbelfotingar. Inga underarter finns listade i Catalogue of Life.